# Olympische Ringe

Die olympischen Ringe

Die olympischen Ringe als Teil der olympischen Symbole wurden von Pierre de Coubertin im Jahr 1913 entworfen.

## Beschreibung
Das Symbol besteht aus fünf verschlungenen Ringen in den Farben Blau, Gelb, Schwarz, Grün und Rot; der sechste verwendete Farbton ist Weiß für den Hintergrund.
Pierre de Coubertin sagte 1913 über die Fahne:

„Ihre Gestalt ist symbolisch zu verstehen. Sie stellt die fünf Erdteile dar, die in der olympischen Bewegung vereint sind; ihre sechs Farben entsprechen denen sämtlicher Nationalflaggen der heutigen Welt.“

Die „Verschlungenheit“ der Ringe symbolisiert die Universalität der olympischen Idee und die durch sie vereinten Kontinente sowie das Zusammenkommen von Sportlern aus allen Ländern. Vor 1951 hieß es im offiziellen Handbuch der Olympischen Spiele, dass jede Farbe einen Kontinent repräsentiere: Blau für Europa, Gelb für Asien, Schwarz für Afrika, Grün für Australien sowie Rot für Amerika. Dieser Hinweis wurde entfernt, da es keine Anhaltspunkte dafür gäbe, dass Coubertin dies so beabsichtigt hätte.

## Verwendung und Nutzung
Da die Olympischen Spiele von Berlin 1916 wegen des Ersten Weltkriegs nicht stattfinden konnten, wurden die olympischen Ringe erstmals bei den Spielen 1920 in Antwerpen als Symbol auf der olympischen Fahne verwendet.
Am 1. Juli 2004 trat in Deutschland das Gesetz zum Schutz des olympischen Emblems und der olympischen Bezeichnungen (OlympSchG) in Kraft, das die Nutzung des olympischen Emblems und der olympischen Bezeichnungen im geschäftlichen Verkehr exklusiv dem Nationalen Olympischen Komitee (NOK) und dem Internationalen Olympischen Komitee (IOC) zuweist. Mit dem Gesetz wurde die Nutzung der olympischen Ringe ohne Genehmigung trotz der eingetretenen Gemeinfreiheit, d. h. 70 Jahre nach dem Tod von Pierre de Coubertin, rechtswidrig. Allerdings bleibt die Verwendung in Werken über die Olympischen Spiele gestattet.
Dieses neue Immaterialgüterrecht sollte die Olympiabewerbung Leipzigs unterstützen, da Olympische Spiele vom IOC nur an Staaten vergeben werden, welche ein derartiges Schutzgesetz erlassen. Kritiker sehen in der Einführung eines solchen Monopols einen bedenklichen Kniefall vor den Kommerzialisierungsinteressen einer privaten Organisation.
Ende 2006 sorgte eine Abmahnung gegen das Businessblog Saftblog für Empörung. Der Vorwurf war, dass durch die Abbildung der olympischen Ringe und die Erwähnung der Olympischen Spiele in zwei Beiträgen das Schutzrecht des Deutschen Olympischen Sportbunds (DOSB) verletzt worden sei. Nach einem Proteststurm in der Blogosphäre kam es zu einer Einigung über die Höhe des zu zahlenden Entschädigungsbetrags. Parallel dazu wurde eine Bundestags-Online-Petition zur Abschaffung des entsprechenden Gesetzes eingereicht.

## Bildergalerie

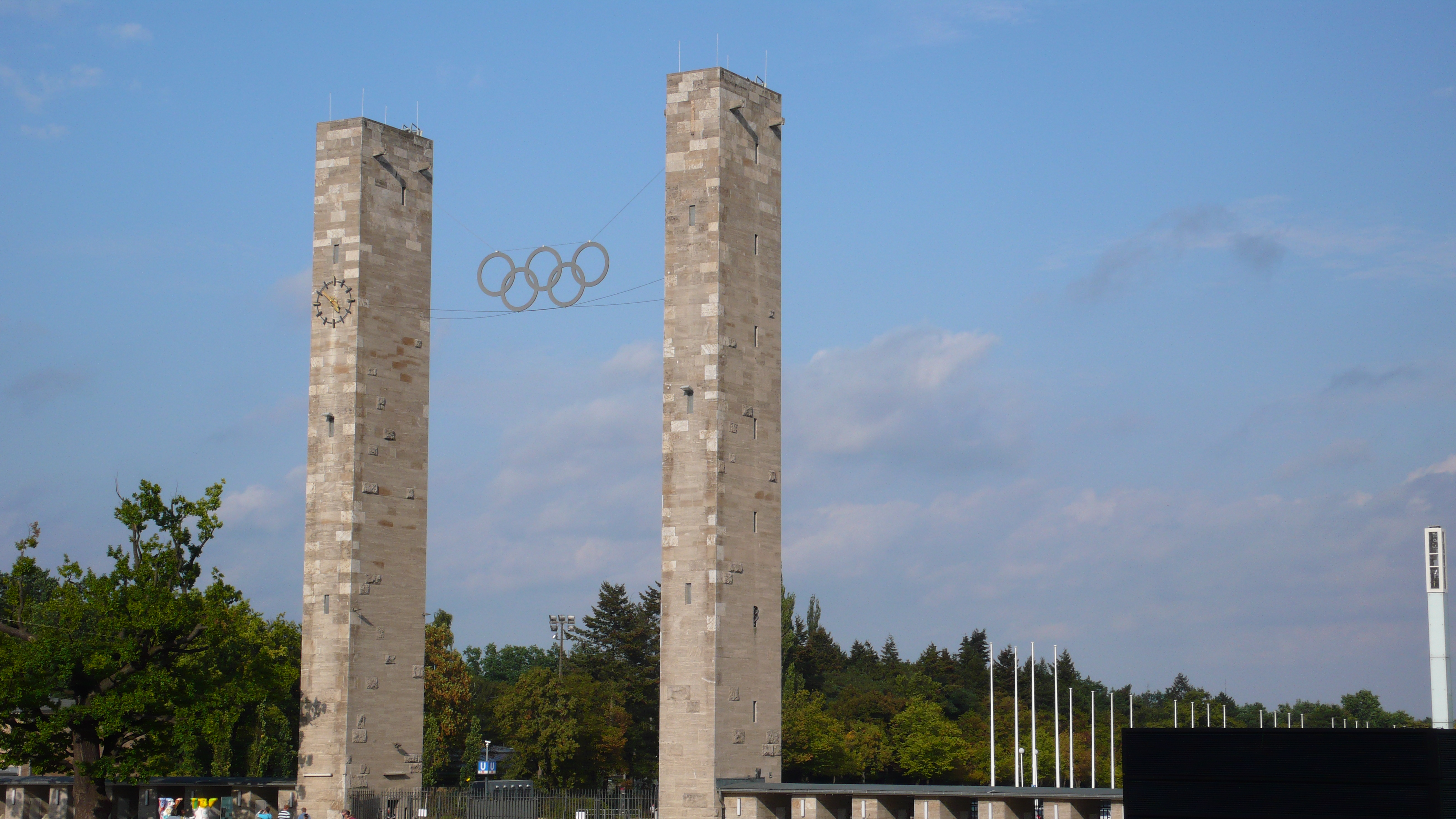
Olympiastadion Berlin
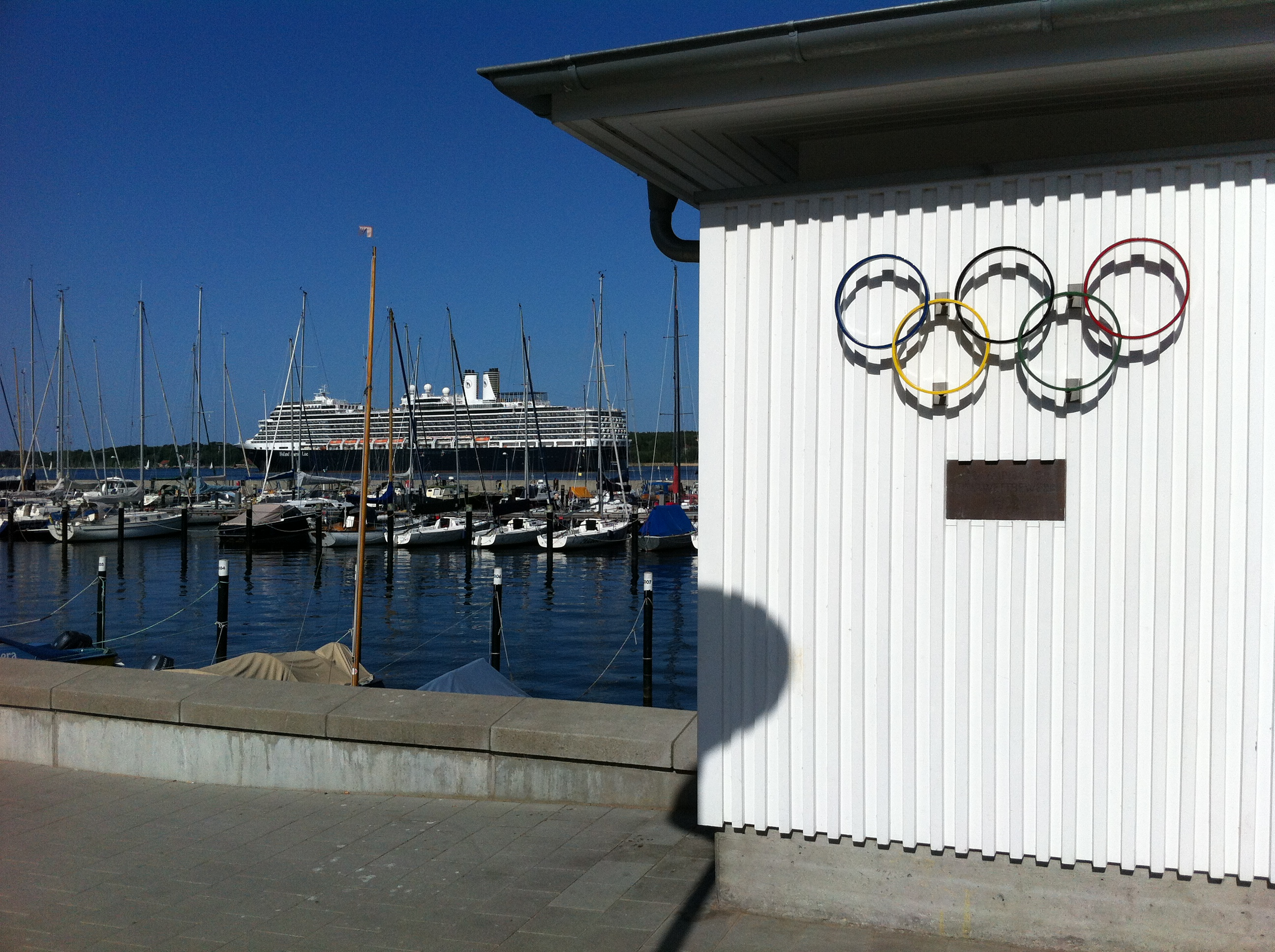
Olympiahafen in Kiel
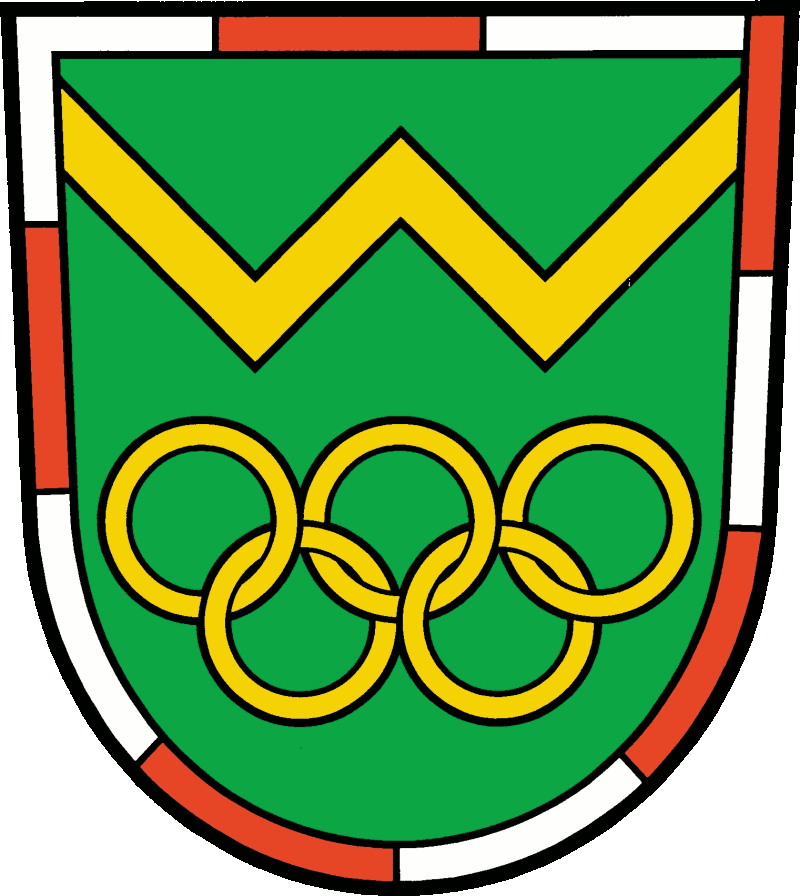
Das Wappen von Wustermark bezieht sich auf die Olympischen Sommerspiele 1936

## Chemie
Im Jahr 2010 wurde im Vorfeld der Olympischen Sommerspiele 2012 von Wissenschaftlern der University of Oxford ein Molekül konstruiert, das in seiner Struktur den Olympischen Ringen gleicht. Es wurde erstmals von Anish Mistry und David Fox von der University of Warwick in Großbritannien synthetisiert und trägt den Namen Olympicen.

Olympicen (Strukturformel)